# Руссенорск
Руссено́рск, также руссоно́рск (норв. russenorsk, russonorsk, произношение: [rʉsːəˌnɔʂk]) или моя-по-твоя (норв. moja på tvoja) — смешанный русско-норвежский язык (один из примеров пиджина), обслуживавший общение русских (с Кольского полуострова) и норвежских торговцев (из Тромсё) на северном побережье Норвегии.
Существовал в XVII—XX веках, когда велась активная морская торговля зерном и рыбой между Норвегией и Россией.
В руссенорске отмечено всего около 400 слов; около 50 % его лексики — из норвежского языка, 40 % — из русского. Остальные слова — заимствования из шведского, немецкого, французского, английского, саамских и других языков. Грамматика и фонетика упрощены по сравнению с исходными языками.

## Отличительные черты
Во многих случаях предложения в руссенорске построены не так, как в норвежском языке: например Канске ден принципал по стова? («А сам дома?»). Здесь, с точки зрения норвежского языка, не хватает глагола-связки er. Отсутствие в презенсе связки er в предложениях обычно для большинства пиджинов, так же обстоит дело и в русском языке. В руссенорске многие предложения начинаются словом канске (норв. kanskje — «может быть»), особенно, когда говорят русские. Сочетание ден принципал с указательным местоимением определенной формы (ден) и неопределённой формой существительного не соответствует нормам норвежского языка, но в речи иностранцев такое сочетание можно часто услышать. По стова значит «дома», предлог по имеется и в русском, и в норвежском языках, однако используется в несколько разных значениях. В руссенорске по можно употреблять для передачи ряда различных значений, как при обозначении местоположения, так и отношений собственности.
Окончание -ум (или «-ом») применяется во многих глаголах руссенорска, например копум — от русского глагола «купить» (норв. kjøpe). Уже предложено восемь различных теорий о том, откуда это окончание происходит — от латинского языка и до шведского (ср. со шведской формой sjungom). Возможно также, что окончание -ум появилось под влиянием северо-русских диалектов, которые могут иметь это окончание в части глаголов. Еще одна типичная черта руссенорска — придавать существительным, а во многих случаях и прилагательным, окончание -а. Например, Пят вога мука по сто фиска («Пять возов муки за сто рыб»).

## Материалы на руссенорске
Первое научное описание руссенорска осуществил в 1927 году славист Олаф Брок. В 1930 году он опубликовал 13 собранных им текстов на руссенорске. Текстовый материал был в основном собран в Норвегии, поэтому, большинство людей, от которых были получены сведения, были норвежцами. Можно предположить, что это имело значение в особенности для описания произношения. Норвежцы и русские произносили русско-норвежские тексты несколько по-разному, в зависимости от того, какие звуки были в их родных языках. В руссенорске обнаруживается то же явление, что и в других пиджинах — звуки, которых нет в одном из языков, как правило, изменяются. Например, слово гаф (норв. hav) в руссенорске; в русском языке нет звука h, а звонкий v превращается в глухой ф на конце слова. Таким образом, норвежское по этимологии слово было приспособлено к русской фонетической системе. Ещё один пример этого явления — теперь уже русское по происхождению слово, обозначающее чай — kjai/sjai (читается как хьяй/шай). Норвежцы не воспринимали на слух звук ч, и поэтому произносили вместо него кластеры kj/sj.
Как уже было сказано выше, слова руссенорсска происходят из разных языков. Этим объясняется то, что для обозначения многих обычных понятий используются дублеты. Например, встречаются как фиска (из норвежского), так и риба из русского, или же твоя (из русского), ду (из норвежского) и ю из английского языка. Для названий обмениваемых товаров и единиц веса существует, как правило, только одно обозначение, в то время как названия чисел могут заимствоваться и из норвежского, и из русского, и имеют дублеты. Что касается названий рыб, то их этимологию непросто проследить. К примеру, если пикша на руссенорске называется пикса / пикша, то слово происходит от русского пикша, но она может называться также и тикса или тикша, что позволяет предполагать, что это слово может быть произведено от саамского диксу.

## Причины исчезновения
До того вида, в котором руссенорск дошёл до наших дней, он развивался долгое время. Примеры отдельных слов, типичных для руссенорска, встречаются очень рано — ещё в конце XVIII века. Очевидно, что этот язык полностью развился в начале XIX века, и в первой половине XIX века им пользовались все, кто вёл меновую торговлю с русскими. По мере разрастания объёмов торговли часть купцов начала изучать русский язык, и к середине столетия руссенорск стал восприниматься как «дурной русский», а не как особый язык.
На деле потребность в языке исчезла вместе с окончанием свободного передвижения между обеими странами вследствие Октябрьской революции. Впрочем, к тому времени потребность в руссенорске и так значительно снизилась. Причиной этому послужил тот факт, что торговля между Россией и Норвегией развилась в нечто большее, чем просто меновая торговля рыбой и мукой, вследствие чего норвежцы стали изучать русский язык, а русские — норвежский.

## Примеры слов и фраз
- Moja på tvoja. — Я говорю на твоём [языке].
- Kak sprek? Moje niet forsto. — Что ты говоришь? Я тебя не понимаю.
- Å råbbåte — Работать.
- Klæba — Хлеб.
- Drasvi, gammel god venn på moja! Kor ju stannom på gammel ras? — Здравствуй, мой старый, добрый друг! Как у тебя вчера были дела?
- Ju spræk på moja kantor kom — Ты сказал, что ты придёшь ко мне в контору.
- Moja på ander kantor, nokka vin drikkom, så lite pjan kom — Я был в другой конторе, выпил немного вина, а потом немного опьянел.
- Tvoja fisk kopom? — Ты купишь рыбу?
- Saika kopom i på Arkangelsk på gaf spaserom — Я куплю сайду и поплыву в Архангельск.
- Kak pris? Mangeli kosta? — Какая цена? Сколько стоит?
- En voga mokka, så galanna voga treska — Один воз муки за пол воза трески.
- Eta grot dyr. Værsegod, på minder prodaj! — Это очень дорого. Пожалуйста, продай дешевле!